# 京極宮文仁親王
京極宮文仁親王（きょうごくのみや あやひとしんのう、延宝8年8月16日（1680年9月8日） - 宝永8年3月6日（1711年4月23日））は、江戸時代中期の日本の皇族。世襲親王家の京極宮（桂宮）第7代当主。霊元天皇の第7皇子。母は内大臣松木宗条の女の藤原宗子（敬法門院）。幼称は富貴宮（ふきのみや）、または茶々丸（ちゃちゃまる）。

## 人物
貞享5年（1680年）に有栖川宮幸仁親王の養子となるが、幸仁親王に実子が誕生したことに加え、元禄5年（1692年）作宮の夭折によって常磐井宮（桂宮）が空主となっていたため、元禄8年（1695年）幸仁親王との養子縁組を解消し、元禄9年（1696年）7月常磐井宮家を相続し、新たに京極宮の宮号を賜った。
元禄10年（1697年）5月11日親王宣下を受け、文仁と命名される。同月16日元服し、兵部卿に任ぜられる。宝永6年（1709年）4月一品に叙せられる。
東山天皇の同母弟であるが、それゆえに皇位継承を巡って警戒の対象とされていた。元禄12年（1699年）には母の藤原宗子が側近の議奏中御門資熙と結んで東山天皇を退位させて文仁を擁立するという風説がきっかけとして中御門が逼塞を命じられ、元禄13年（1700年）には東山天皇の三宮（後の公寛法親王）の実父が文仁だという噂が流され、これを疑った天皇が三宮を出家させて、異母弟の長宮（後の中御門天皇）を後継者にする方針を立てたとされている。
宝永8年（1711年）3月6日薨去。32歳。法名は智恵観院。

## 系譜
- 家女房：滋野井直子 - 滋野井公澄の娘
  - 王子：京極宮家仁親王（若宮、1704-1767） - 8代京極宮
  - 王子：守恕入道親王（稲宮、1706-1729） - 仁和寺宮、後光明寿院
  - 王女：常子女王（美目宮、1710-1779） - 専修寺円猷室、紫雲光院観月智円
- 家女房：浅田連
  - 王女：大舟尊梁（共宮、1711-1731） - 光照院門跡